# Mario Riccardi
Mario Riccardi (Pavia, 25 luglio 1931 – Salta, 14 luglio 2006) è un atleta di pesca sportiva.
Personaggio di spicco nell'ambiente della pesca a mosca italiana ed internazionale, ha contribuito alla diffusione della tecnica di pesca con la mosca artificiale in Italia.

## Biografia
Nasce a Pavia, sulle rive del ticino e, sin da bambino, esprime una forte passione per la pesca, non seguendo la tradizione familiare maggiormente orientata alla caccia.
Vive una prima fase di pesca a spinning, ottenendo apprezzabili risultati in gare internazionali.
La scoperta della pesca a mosca coinvolge la vita di Riccardi a livello sportivo e lavorativo.
Membro dell'International Fario Club di Parigi, ha l'opportunità di "lanciare" a fianco di Charles Ritz, Auguste Lambiotte, Frank Sawyer, Pierre Creusevaut.
Negli anni 70 avvia collaborazioni con le aziende di punta del momento: Hardy (UK) e Pezon et Michel (F), dalle quali nascono progetti per la costruzione di canne per la pesca a mosca da lui studiati. Nello stesso periodo avvia a Pavia l'attività artigianale di produzione canne e mosche artificiali, che ha termine con il trasferimento in Argentina nel 1996.
L'attività di produzione attrezzature per la pesca a mosca è affiancata da quella di pubblicista (sulle riviste specializzate Fly Line, Pescare, La pesca mosca e spinning).
Nel 1985 Mario Riccardi è tra i fondatori di UNPeM (Unione Nazionale Pescatori con la Mosca), in cui ricopre il ruolo di Direttore sino al 1996. 
Nel 2006 riceve il riconoscimento alla memoria di Pescatore dell'Anno dalla S.I.M. (Scuola Italiana di Pesca a Mosca).
Roberto Messori, direttore della rivista specializzata Fly Line, pubblica l’”Intervista Impossibile a Mario Riccardi” nel mese di marzo 2014.